# 托諾塔
托諾塔是非洲南部國家博茨瓦納的村落，由中部區負責管轄，位於首都嘉柏隆里以東北約400公里，毗鄰弗朗西斯敦，2008年人口估計約19,306。
21°29′S 27°29′E / 21.483°S 27.483°E